# Distrito de Riviera-Pays-d'Enhaut
O Distrito de Riviera-Pays-d'Enhaut - Riviera-País-de-Cima - tem como capital Vevey, e é um dos dez distritos do cantão de Vaud.

## Imagens

Bandeira do Cantão de Vaud
Armas de Vevey Capital do distrito
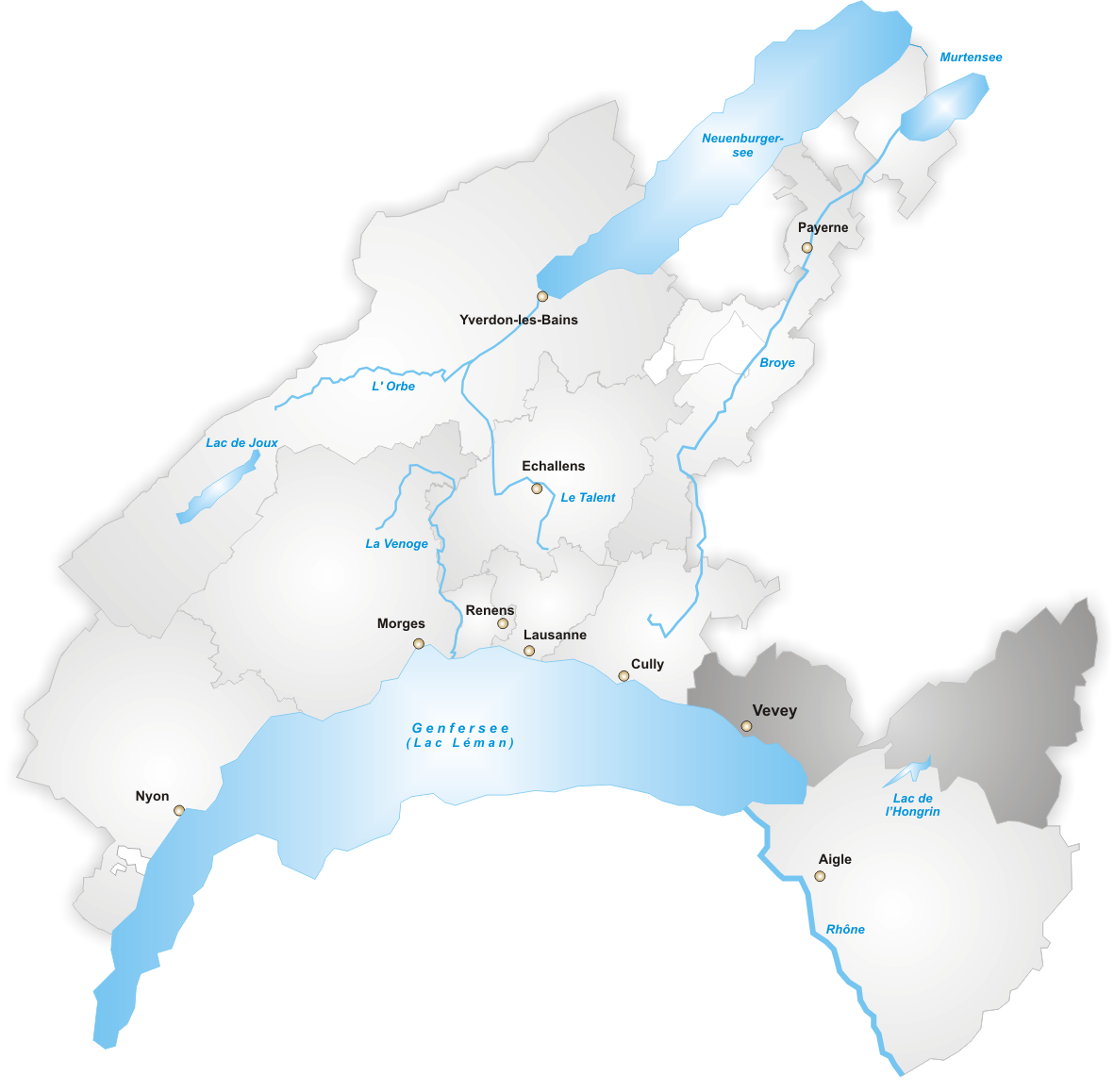
Comunas do distrito de Riviera-Pays-d'Enhaut

## Comunas
O Distrito de Vevey é composto das X seguintes comunas: